# Original All Blacks
| Tour der All Blacks nach Europa und in die USA 1905/06 | Tour der All Blacks nach Europa und in die USA 1905/06 | Tour der All Blacks nach Europa und in die USA 1905/06 | Tour der All Blacks nach Europa und in die USA 1905/06 | Tour der All Blacks nach Europa und in die USA 1905/06 |
| Übersicht                                              | S                                                      | G                                                      | U                                                      | N                                                      |
| ------------------------------------------------------ | ------------------------------------------------------ | ------------------------------------------------------ | ------------------------------------------------------ | ------------------------------------------------------ |
| Test Matches                                           | 05                                                     | 04                                                     | 0                                                      | 1                                                      |
| Sonstige Spiele                                        | 30                                                     | 30                                                     | 0                                                      | 0                                                      |
| Gesamt                                                 | 35                                                     | 34                                                     | 0                                                      | 1                                                      |
|                                                        |                                                        |                                                        |                                                        |                                                        |
| England                                                | 1                                                      | 1                                                      | 0                                                      | 0                                                      |
| Frankreich                                             | 1                                                      | 1                                                      | 0                                                      | 0                                                      |
| Irland                                                 | 1                                                      | 1                                                      | 0                                                      | 0                                                      |
| Schottland                                             | 1                                                      | 1                                                      | 0                                                      | 0                                                      |
| Wales                                                  | 1                                                      | 0                                                      | 0                                                      | 1                                                      |

Die Original All Blacks (auch als „The Originals“ bekannt) waren die erste neuseeländische Rugby-Union-Nationalmannschaft, die außerhalb Australasiens spielte sowie die erste offizielle Mannschaft einer britischen Kolonie, die zu Besuch im Mutterland Großbritannien war. Die Spieler reisten in den Jahren 1905 und 1906 zu den Britischen Inseln, nach Frankreich und in die Vereinigten Staaten. Das erste Spiel fand am 16. September 1905 statt, das letzte am 13. Februar 1906. Während dieser Tournee trugen die Neuseeländer 35 Spiele aus, von denen sie nur ein einziges verloren, das Länderspiel gegen Wales.
In der Geschichte von Rugby Union hat diese Tour einen legendären Status erlangt. Im Verlaufe der fünfmonatigen Reise wurde der heute noch allgegenwärtige Spitzname All Blacks geprägt und die Neuseeländer begründeten ihren Ruf, eine der besten Mannschaften der Welt zu sein.

## Ereignisse

### Hintergrund

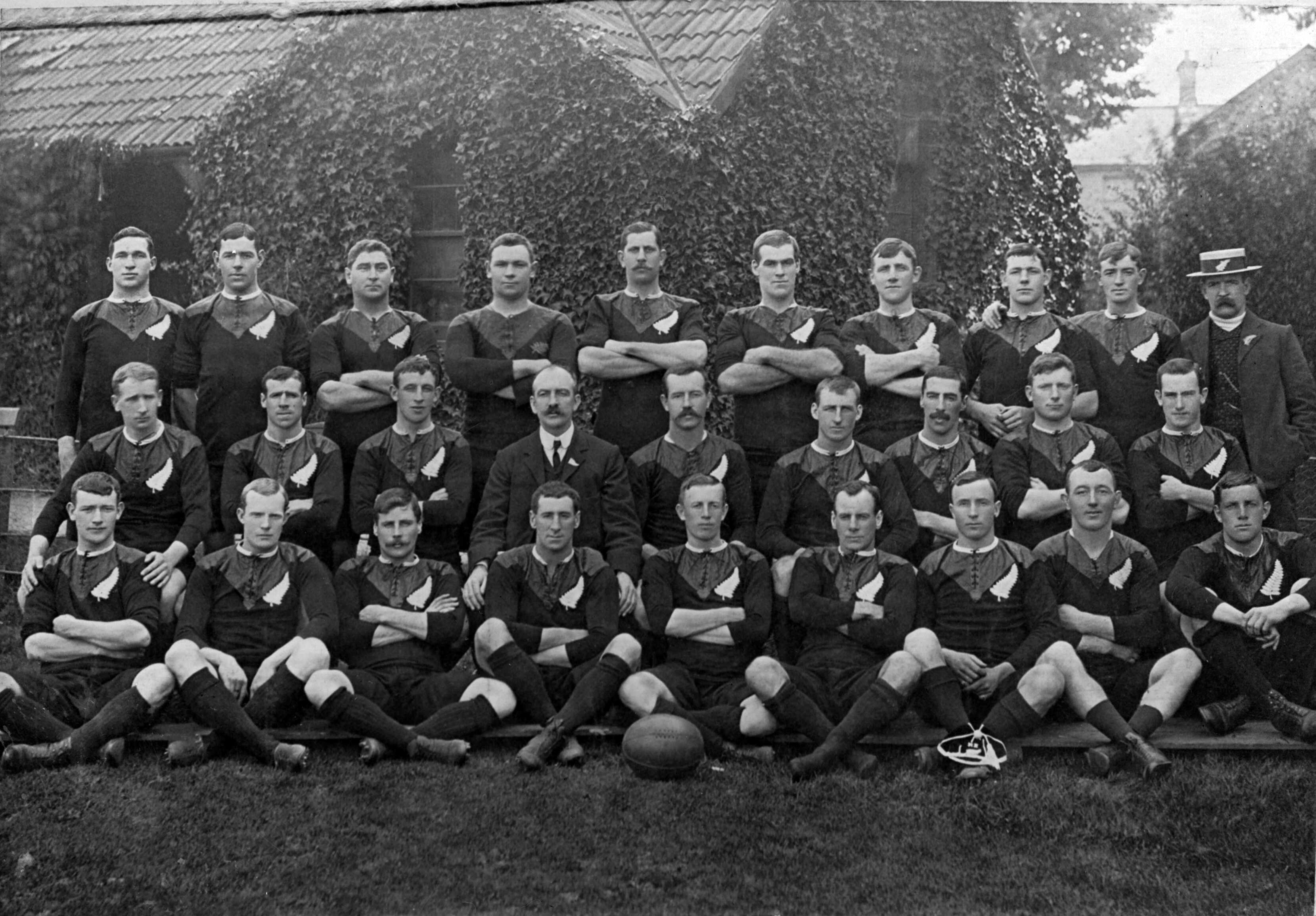
Die Original All Blacks von 1905

Nach der Gründung der New Zealand Rugby Football Union (NZRFU) im Jahr 1892 wurden neuseeländische Auswahlmannschaften aufgestellt, um Spiele gegen ausländische Mannschaften auszutragen. Die erste „Tour“ führte die Neuseeländer 1894 nach New South Wales, wo sie gegen diverse Vereine antraten. Das erste Test Match (Länderspiel) im heutigen Sinne fand am 15. August 1903 in Sydney statt und endete mit einem 22:3-Sieg der Neuseeländer über Australien. Das erste Heimspiel der Neuseeländer war am 13. August 1904 im Athletic Park in Wellington gegen Großbritannien, Neuseeland gewann mit 9:3. Die Briten waren zuvor in Australien unbesiegt geblieben, verloren aber drei ihrer fünf Spiele gegen Neuseeland. Der britische Mannschaftskapitän David Sedell-Sivright sagte nach einem der Test Matches, er glaube nicht, dass die Neuseeländer auf ihrer Tour durch die nördliche Hemisphäre die bedeutenden Spiele gewinnen könnten. Er räumte allerdings ein, dass er ihnen durchaus Siege in den meisten Spielen gegen die Grafschaftmannschaften zutraue.

### Vorbereitung
Das neuseeländische Selektionskomitee ernannte 53 Spieler, aus deren Reihen Ende 1904 die definitive Mannschaft nominiert werden sollte. Am 25. Februar 1905 wurden 16 Spieler ernannt, die auf jeden Fall dabei sein würden (einer dieser Spieler konnte die Reise wegen einer Verletzung schließlich nicht antreten). Die letzte Gelegenheit, sich für die Mannschaft zu qualifizieren, bot sich beim Spiel der Nordinsel gegen die Südinsel am 3. Juni 1905. Nach diesem Spiel wurden 25 Spieler nominiert, weitere zwei Spieler stießen kurz vor der Abreise zur Mannschaft.
Vor der Tour durch die nördliche Hemisphäre kamen 18 Spieler bei drei Begegnungen in Australien zum Einsatz, von denen zwei gewonnen wurden und eine unentschieden endete. Weitere vier Vorbereitungsspiele gab es in Neuseeland, mit zwei Siegen und einem Unentschieden, während das letzte Spiel gegen die Wellington Rugby Football Union mit 0:3 verloren ging. Die Mannschaft verließ die Heimat am 30. Juli in Richtung England. Ihr Schiff Rimutaka machte zwei Zwischenhalte in Montevideo und Teneriffa und traf am 8. September in Plymouth ein. Am Tag nach der Ankunft reiste die Mannschaft ins 24 km entfernte Newton Abbot, wo sich während fast der gesamten Tour das Trainingslager befand.

### Die ersten Spiele

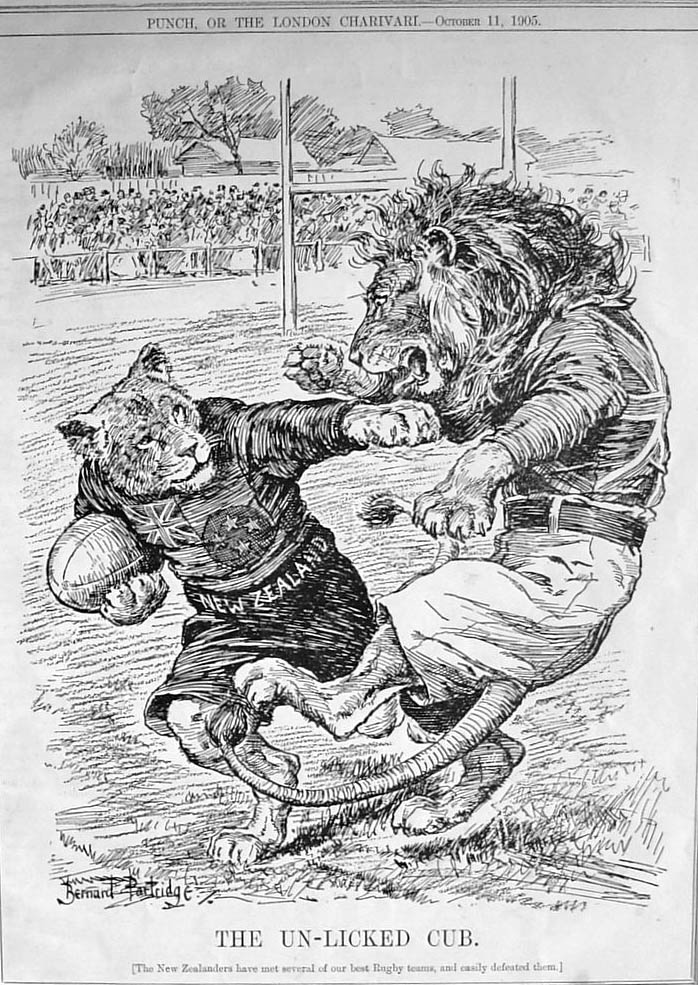
Karikatur im Satiremagazin Punch: Das neuseeländische Kätzchen setzt sich gegen den britischen Löwen durch.

Das erste Spiel der Tour fand am 16. September 1905 vor 6000 Zuschauern gegen Devon statt, dem Zweitplatzierten der letzten englischen Grafschaftsmeisterschaft. Zehn Devon-Spieler gehörten Devonport Albion an, der besten Vereinsmannschaft Englands. Aus diesem Grund galten die Gastgeber als Favoriten. Doch die Engländer wurden von den Neuseeländern völlig überrannt, die zwölf Versuche erzielten und das Spiel klar mit 55:4 gewannen. Allein Billy Wallace erzielt 28 Punkte (darunter drei Versuche) und es sollten 51 Jahre vergehen, bis ein Neuseeländer diese Rekordmarke übertraf. Das Ergebnis sorgte in Großbritannien für großes Aufsehen und einige Zeitungen meldeten sogar irrtümlich, Devon habe mit 55:4 gewonnen. Die Berichte wurden jedoch rasch korrigiert und die Neuseeländer kehrten nach Newton Abbot zurück, wo sie von einer Blasmusikgruppe und einer jubelnden Menschenmenge empfangen wurden.
Fünf Tage später trat Neuseeland auf dem Recreation Ground in Camborne gegen Cornwall an. Bei Halbzeit lautete das Ergebnis zwar lediglich 12:0, doch die Neuseeländer beendeten das Spiel mit zwölf Versuchen und einem 41:0-Sieg. Die Mannschaft spielte dann am 13. September gegen Bristol Rugby, das Spiel vor 6500 Zuschauern endete ebenfalls 41:0. Nach einem Zwischenhalt in London ging es weiter nach Northampton, wo die Neuseeländer einen 31:0-Sieg feiern konnten. In den vier bisherigen Spielen hatten sie 169 Punkte erzielt und nur gerade vier erhalten.
Das nächste Spiel war am 30. September an der Welford Road gegen die Leicester Tigers. Leicester hatte vier Nationalspieler in seinen Reihen, so viele wie kein anderer Verein. Obwohl die Neuseeländer in den ersten 25 Minuten nicht punkten konnten, gewannen sie trotzdem klar mit 28:0. Nach dem darauf folgenden Spiel gegen Middlesex (34:0 für Neuseeland) schrieb die Zeitung The Daily Chronicle: „Diese Neuseeländer gehen mit derart verblüffender Geschwindigkeit von der Verteidigung in den Angriff über, als ob sie beweisen wollten, dass das Gedränge lediglich eine Nebensächlichkeit sei. Es gibt nichts in dem Spiel, bei dem sie nicht überragend sind.“ („These New Zealanders turn defence into attack with such bewildering rapidity as to prove that scrummaging is a mere detail. There is nothing in the game in which they do not excel.“)
Das härteste Spiel im bisherigen Verlauf der Tour war jenes am 7. Oktober gegen Durham County. Durham war der amtierende englische Grafschaftsmeister und war die erste Mannschaft, die gegen die Neuseeländer einen Versuch erzielen konnte. Zwar hatten die Neuseeländern bei Halbzeit einen minimalen 6:3-Vorsprung, doch dann erzielten sie zehn weitere Punkte und gewannen schließlich mit 16:3. Unmittelbar auf den knappsten Sieg bisher folgte der deutlichste. Das Spiel gegen Hartlepool Clubs, eine der stärksten Mannschaften aus dem Norden Englands, endete mit 63:0. Nach diesem Spiel wurde der Spitzname „All Blacks“ geprägt, der bis heute allgegenwärtig ist (siehe Ursprung des Spitznamens „All Blacks“).
Die nächsten drei Spiele der All Blacks waren gegen Northumberland, Gloucester und Somerset. Keine dieser Grafschaftsmannschaften erzielten auch nur einen einzigen Punkt. Vier Tage nach dem Somerset-Spiel trafen die All Blacks auf Devonport Albion, den englischen Vereinsmeister und Zweitplatzierten der britischen Vereinsmeisterschaft. 20.000 Zuschauer sahen einen weiteren deutlichen Sieg der All Blacks, diesmal mit 21:3.
17.000 Zuschauer, darunter einige Vertreter des walisischen Verbandes, verfolgten das Spiel gegen Midland Counties in Leicester. Obwohl die Gastgeber einen Versuch erzielen konnten, blieben die All Blacks mit 21:5 siegreich. Es folgten ein 11:0-Sieg über Surrey, ein 32:0-Sieg über Blackheath und ein 47:0-Sieg gegen die Universität Oxford. Da bald das Spiel gegen die schottische Nationalmannschaft auf dem Programm stand, wurden einige der besseren Spieler geschont. Aus diesem Grund fielen die Siege gegen die Universität Cambridge und Richmond mit 14:0 bzw. 17:0 weniger deutlich aus. Die letzte Begegnung vor dem Test Match gegen Schottland gegen Bedford XV endete mit 41:0. Die All Blacks hatten im Verlaufe ihrer Tour bereits über 600 Punkte erzielt.

### Schottland

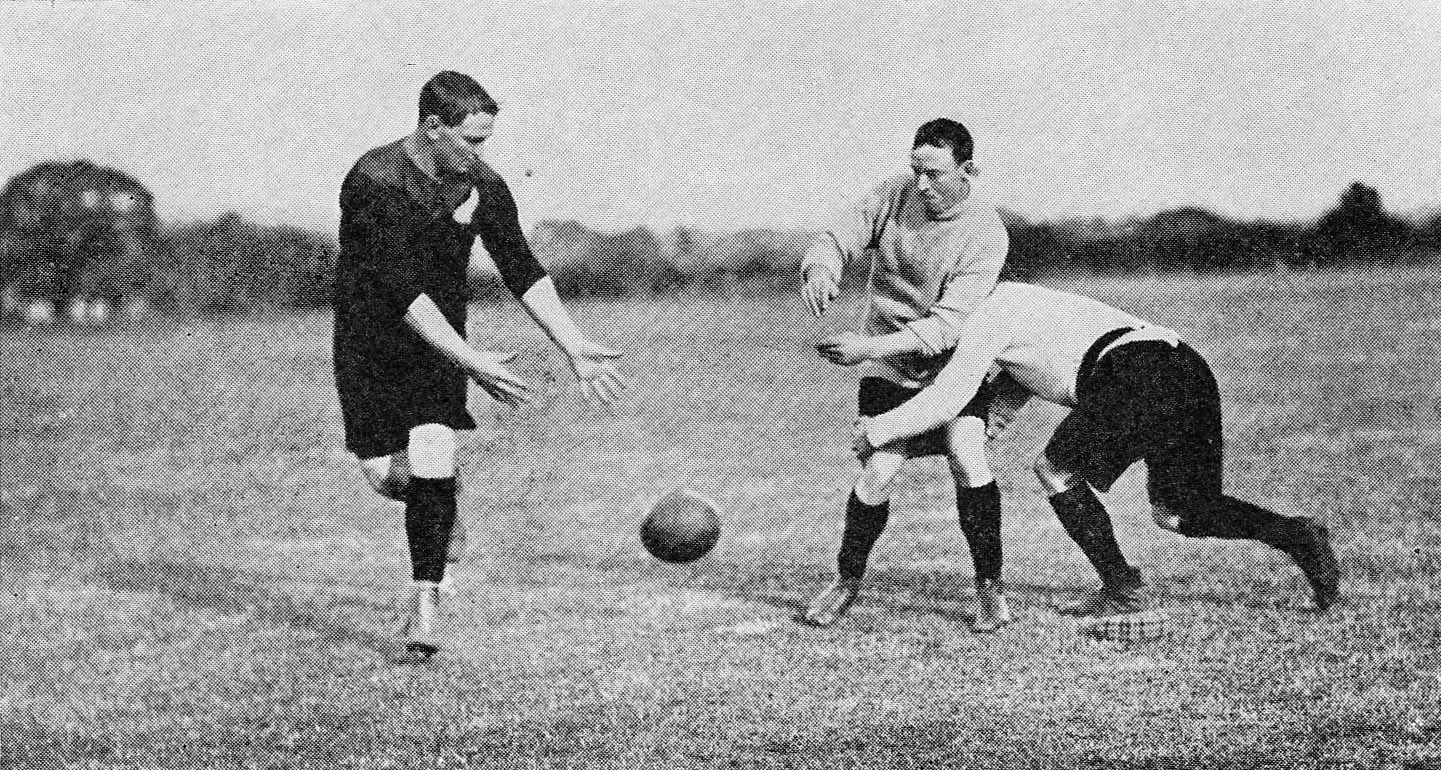
Neuseeländer im Training

Zum Zeitpunkt der Tour der All Blacks galt Rugby in Schottland als Spiel der oberen Gesellschaftsschichten und die Scottish Rugby Union (SRU) war sehr konservativ. Die SRU-Offiziellen waren der Überzeugung, das Spiel dürfe ausschließlich von Amateuren ausgeübt werden und sei für die Spieler da, nicht für Zuschauermassen. Die Schotten schätzten das große Publikumsinteresse an den All Blacks nicht und bereiteten ihren Gästen einen kühlen Empfang. Sie nahmen einen Brief der All Blacks, wonach die Mannschaft keine großen Festlichkeiten wünschte, ziemlich wörtlich: Zum Bankett der SRU nach dem Spiel wurden die Neuseeländer nicht einmal eingeladen.
Für den neuseeländischen Verband erwies sich das Test Match als finanzieller Erfolg. Die NZRFU hatte bei der SRU um eine Garantie in der Höhe von 500 Pfund ersucht. In ihrer Überheblichkeit beschloss die SRU, die gesamten Ticketeinnahmen (abzüglich Ausgaben) den Neuseeländern zu überlassen. Da das Spiel außerordentlich gut besucht war, erzielte die NZRFU Einnahmen von über 1700 Pfund, was jedoch den schottischen Verband nicht sonderlich zu stören schien (das gleiche Angebot machte sie 1906 den südafrikanischen „Springboks“). Die SRU war auch besorgt, dass jeder All Black drei Shilling Entschädigung pro Tag erhielt. Als später bekannt wurde, dass die englische Rugby Football Union die Zahlungen genehmigt hatte, sagten die Schotten aus Protest ein Spiel um den Calcutta Cup ab.
Beinahe wäre das Test Match gegen die schottische Nationalmannschaft am 18. November abgesagt werden: Das Spielfeld in Edinburgh war vereist, weil in der Nacht zuvor kein Stroh ausgestreut worden war. Die All Blacks dominierten in den ersten zehn Minuten das Spielgeschehen, doch dann gingen die Schotten 4:0 in Führung. Es war das erste Mal überhaupt, dass die Neuseeländer auf ihrer Tour in Rückstand gerieten. Zur Halbzeit führten die Schotten mit 7:6, und auch noch vier Minuten vor Spielende. Fast schien es so, als würden die All Blacks zum ersten Mal verlieren. Doch dann gelangen ihnen in kurzer Folge zwei Versuche und das Spiel endete 12:7 für Neuseeland. Vier Tage nach dem Test Match trafen die All Blacks in Glasgow auf eine westschottische Auswahl. Die Sekundarschulen der Stadt gewährten einen freien Nachmittag, so dass die Schüler sich das Spiel ansehen konnten. Dieses endete mit einem 22:0-Sieg der Neuseeländer. Danach reiste die Mannschaft weiter nach Irland.

### Irland
Der Empfang durch die Irish Rugby Football Union (IRFU) war im Gegensatz zu jenem in Schottland sehr warmherzig. Als die Neuseeländer am frühen Morgen in Belfast ankamen, wurden sie von mehreren IRFU-Offiziellen zum Frühstück eingeladen. Die Ankunft in Irland war für Mannschaftskapitän David Gallaher auch eine Rückkehr, er war im County Donegal geboren worden und im Alter von vier Jahren nach Neuseeland ausgewandert. Tausende empfingen die All Blacks, als sie in Dublin aus dem Zug stiegen. Am Tag vor dem Spiel gingen beide Nationalmannschaften gemeinsam ins Theater.
Das Test Match gegen Irland am 25. November an der Lansdowne Road war mit 12.000 Zuschauern ausverkauft. Gallaher konnte nicht mitspielen, da er sich eine Verletzung zugezogen hatte, andere Spieler mussten auf Positionen einspringen, auf denen sie vorher nie eingesetzt worden waren. Während der ersten 30 Minuten dominierte der irische Angriff, ohne jedoch zu punkten. Kurz vor dem Halbzeitpfiff gingen die All Blacks mit 5:0 in Führung. In der zweiten Halbzeit erzielten sie zwei weitere Versuche und gewannen mit 15:0. Anschließend ging es nach weiter nach Limerick. Nicht alle Spieler nahmen die Reise zum Spiel gegen Munster Rugby auf sich und Teammanager George Dixon hatte sogar versucht, das Spiel abzusagen. Am 28. November gewannen die All Blacks vor 3000 Zuschauern mit 33:0.

### England

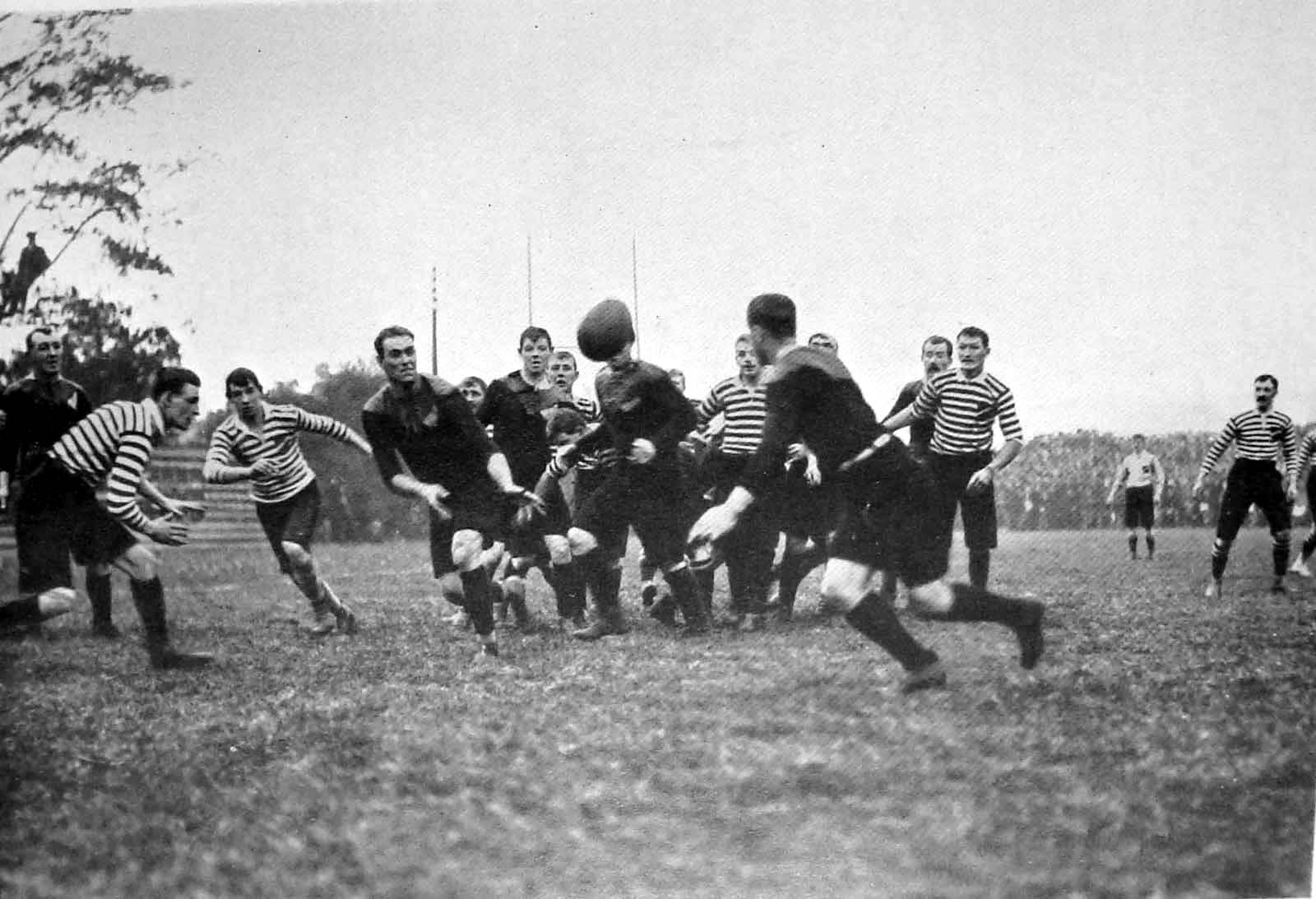
Spiel gegen Somerset

Nach dem Munster-Spiel kehrten die All Blacks nach England zurück, um gegen die englische Nationalmannschaft zu spielen. Wegen des großen Interesses wurde das Test Match in London nicht in Blackheath ausgetragen, sondern in Crystal Palace. Die Zuschauerkapazität des Stadions betrug offiziell 50.000, doch es wird geschätzt, dass bis zu 100.000 Personen das Spiel verfolgten (nicht einmal die Hälfte soll Eintritt bezahlt haben). Es war die größte Zuschauerkulisse, die es bis dahin bei einem Rugby- oder Fußballspiel in der Hauptstadt gegeben hatte. Ehrengast war der Prince of Wales, der spätere König Georg V.
In diesem Test Match erzielte Flügelspieler Duncan McGregor vier Versuche für die All Blacks. Diese Leistung wurde erst 1987 egalisiert. Die Neuseeländer siegten mit 15:0. Der englische Sportsmann C. B. Fry sagte nach dem Spiel: „Die Vorstellung, dass diese Männer uns wegen unserer körperlichen Unterlegenheit geschlagen haben, ist Unsinn. Sie schlugen uns mit Organisation und Taktik.“ („The notion that these men beat us because of our physical degeneracy is nonsense. They beat us by organisation and by tactics.“)
Vor der Weiterreise nach Wales trugen die All Blacks noch drei weitere Spiele gegen Cheltenham, Cheshire und Yorkshire aus, die sie alle deutlich gewannen. Das letzte Spiel in Leeds fand in einer Gegend statt, in der Rugby League dominierte. Viele Scouts versuchten, Spieler der All Blacks zum Wechsel zur Profi-Variante zu überzeugen, wenn auch vergeblich.

### Wales

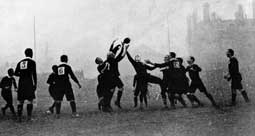
Test Match Wales-Neuseeland

Das Test Match gegen Wales wurde am 16. Dezember im Arms Park in Cardiff ausgetragen. Als die All Blacks ihren Haka aufführten, verstummten die 47.000 Zuschauer zunächst, reagierten dann aber mit dem Singen der walisischen Nationalhymne Hen Wlad Fy Nhadau, um den angeblichen psychologischen Vorteil des Haka auszugleichen. Es war das erste Mal überhaupt, dass vor einem sportlichen Ereignis eine Nationalhymne gesungen wurde. Zum ersten Mal überhaupt mussten die All Blacks auf ihrer Tour eine Niederlage hinnehmen, sie verloren 0:3.
Die vier nachfolgenden Spiele gegen die walisischen Vereine Glamorgan Wanderers, Newport RC, Cardiff RFC und Swansea RFC gewannen All Blacks äußerst knapp. Mehrere Spieler fielen mit leichten Verletzungen aus und andere spielten nicht auf dem gewohnt hohen Niveau.

### Frankreich und Kalifornien

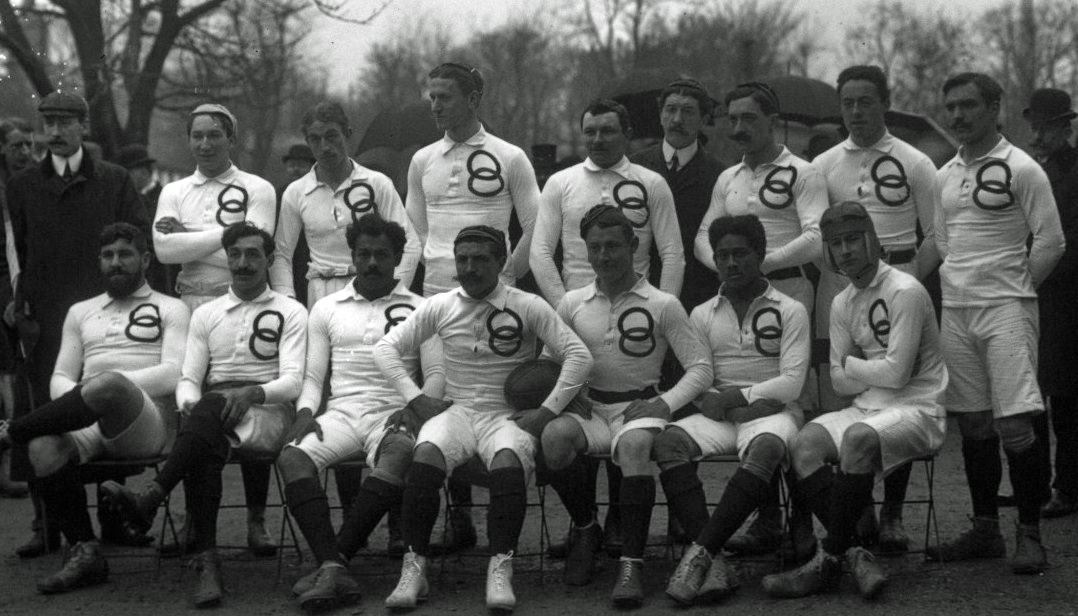
Gruppenfoto der Franzosen

Am Neujahrstag 1906 traten die All Blacks in Paris gegen die französische Nationalmannschaft an. Rund 10.000 Zuschauer verfolgten das erste Test Match der Franzosen, das mit einem 38:8-Sieg der Neuseeländer endete. Als die All Blacks am 4. Januar nach London zurückkehrten, erfuhren sie, dass die neuseeländische Regierung die Heimreise bezahlen würde, allerdings mit einem Abstecher über Nordamerika. Der Vorstand der NZRFU nahm das Angebot an, wenn auch nicht einstimmig.
Nach zwei Wochen Urlaub in London fuhren die All Blacks mit dem Schiff nach New York und anschließend mit dem Zug nach Kalifornien. In Berkeley und San Francisco trugen sie die letzten Spiele der Tour aus, zweimal gewannen sie gegen eine Auswahl aus British Columbia. Am 6. März 1906 traf die Mannschaft in Auckland ein, wo sie vom Premierminister, dem Bürgermeister und dem Verbandspräsidenten offiziell empfangen wurde.

## Ursprung des Spitznamens „All Blacks“
Billy Wallace, der letzte lebende Spieler der Original All Blacks, sagte 1955 in einem Interview, ein Journalist der Zeitung Daily Mail soll die Neuseeländer nach dem Spiel gegen Hartlepool als „all backs“ bezeichnet haben. Er meinte damit, die üblicherweise schweren und großen Spieler der Vordermannschaft (engl. forwards) seien im Gegensatz zu ihren Gegnern schnell und wendig und beherrschten das Passspiel ebenso gut wie die Hintermannschaft (engl. backs). Sie würden also so spielen, als ob sie alle Verteidiger wären („as if they were all backs“). Wallace behauptete ferner, wegen eines Druckfehlers in einem Artikel vor dem nächsten Spiel gegen Somerset sei die Mannschaft in der Folge von Zuschauern und Medien nur noch als „All Blacks“ bezeichnet worden. Wallaces Darstellung wird heute weitgehend abgelehnt, da sich aus dem Zeitraum von 1905 bis 1906 keine einzige englische Zeitung finden lässt, die von „All Backs“ (ohne l) schreibt.
Der Begriff „All Blacks“ (mit l) erschien tatsächlich erstmals nach der Begegnung mit Hartlepool in einem Spielbericht der Regionalzeitung Northern Daily Mail, die in der Folge von der nationalen Ausgabe der Daily Mail übernommen wurde. Autor dieses Artikels ist J.A. Buttery, Rugby-Korrespondent der Daily Mail während der Tour der Neuseeländer, der mit dem Spitznamen Bezug auf die gänzlich schwarze Spielkleidung der Mannschaft nahm.

## Spielplan
- Hintergrundfarbe grün = Sieg
- Hintergrundfarbe rot = Niederlage

(Test Matches sind grau unterlegt; Ergebnisse aus der Sicht Neuseelands)
| Datum              | Gegner                       | Ort           | Stadion                         | Ergebnis |
| ------------------ | ---------------------------- | ------------- | ------------------------------- | -------- |
| 16. September 1905 | Devon RFU                    | Exeter        | County Ground                   | 55:4     |
| 21. September 1905 | Cornwall RFU                 | Camborne      | Recreation Ground               | 41:0     |
| 23. September 1905 | Bristol Rugby                | Bristol       | Memorial Stadium                | 41:0     |
| 28. September 1905 | Northampton Saints           | Northampton   | Northampton Ground              | 32:0     |
| 1. Oktober 1905    | Leicester Tigers             | Leicester     | Welford Road Stadium            | 28:0     |
| 4. Oktober 1905    | Middlesex RFU                | London        | Stamford Bridge                 | 34:0     |
| 7. Oktober 1905    | Durham County                | Durham        | Durham Ground                   | 16:3     |
| 11. Oktober 1905   | Hartlepool Clubs             | Hartlepool    | Hartlepool Rovers’ Ground       | 63:0     |
| 14. Oktober 1905   | Northumberland               | North Shields | Percy Park RFC Ground           | 31:0     |
| 19. Oktober 1905   | Gloucester RFC               | Gloucester    | Kingsholm Stadium               | 44:0     |
| 21. Oktober 1905   | Somerset County RFU          | Taunton       | Jarvis’s Field                  | 23:0     |
| 25. Oktober 1905   | Devonport Albion             | Plymouth      | Rectory Ground                  | 21:3     |
| 28. Oktober 1905   | Midland Counties             | Leicester     | Welford Road Stadium            | 21:5     |
| 1. November 1905   | Surrey RFU                   | Richmond      | Athletic Ground                 | 11:0     |
| 4. November 1905   | Blackheath RC                | Blackheath    | Rectory Field                   | 32:0     |
| 7. November 1905   | Oxford University RFC        | Oxford        | Iffley Road,                    | 47:0     |
| 9. November 1905   | Cambridge University RUFC    | Cambridge     | Grange Road                     | 14:0     |
| 11. November 1905  | Richmond FC                  | Richmond      | Athletic Ground                 | 17:0     |
| 15. November 1905  | Bedford XV                   | Bedford       | Goldington Road                 | 41:0     |
| 18. November 1905  | Schottland                   | Edinburgh     | Inverleith                      | 12:7     |
| 22. November 1905  | West of Scotland FC          | Glasgow       | Hampden Park                    | 22:0     |
| 25. November 1905  | Irland                       | Dublin        | Lansdowne Road                  | 15:0     |
| 28. November 1905  | Munster Rugby                | Limerick      | Market’s Field                  | 33:0     |
| 2. Dezember 1905   | England                      | London        | Crystal Palace                  | 15:0     |
| 6. Dezember 1905   | Cheltenham                   | Cheltenham    | Athletic and Recreation Ground  | 18:0     |
| 9. Dezember 1905   | Cheshire                     | Birkenhead    | Birkenhead Park                 | 34:0     |
| 13. Dezember 1905  | Yorkshire                    | Leeds         | Headingley Stadium              | 40:0     |
| 16. Dezember 1905  | Wales                        | Cardiff       | Cardiff Arms Park               | 00:3     |
| 21. Dezember 1905  | Glamorgan County RFC         | Swansea       | St Helen’s                      | 09:0     |
| 21. Dezember 1905  | Newport RFC                  | Newport       | Athletic Ground                 | 06:3     |
| 26. Dezember 1905  | Cardiff RFC                  | Cardiff       | Cardiff Arms Park               | 10:8     |
| 30. Dezember 1905  | Swansea RFC                  | Swansea       | St Helen’s                      | 04:3     |
| 1. Januar 1906     | Frankreich                   | Colombes      | Stade du Matin                  | 38:8     |
| 10. Februar 1906   | British Columbia Rugby Union | Berkeley      | University of California Ground | 43:6     |
| 13. Februar 1906   | British Columbia Rugby Union | San Francisco | Recreation Park                 | 65:6     |
| Punkte total       | Punkte total                 | Punkte total  | Punkte total                    | 976:59   |

## Test Matches
| 18. November 1905 | Schottland                               | 7 : 12        | Neuseeland                         | Inverleith, Edinburgh Zuschauer: 21.000 Schiedsrichter: W. Kennedy (Irland) |
| 18. November 1905 | Versuche: MacCallum Dropgoals: E. Simson | (7:6) Bericht | Versuche: Cunningham Glasgow Smith | Inverleith, Edinburgh Zuschauer: 21.000 Schiedsrichter: W. Kennedy (Irland) |

Aufstellungen:
- Schottland: David Bedell-Sivright , Louis Greig, Bill Kyle, John MacCallum, Kenneth MacLeod, Lewis MacLeod, James Mackenzie, Patrick Munro, William Russell, Bill Scott, John Scoular, Ernest Simson, John Simson, Tennant Sloan, Leonard West
- Neuseeland: Stephen Casey, William Cunningham, Bob Deans, David Gallaher , George Gillett, Francis Glasgow, James Hunter, Alex McDonald, James O’Sullivan, Frederick Roberts, Charles Seeling, George Smith, Billy Stead, George Tyler, Billy Wallace

| 25. November 1905 | Irland | 0 : 15        | Neuseeland                                           | Lansdowne Road, Dublin Zuschauer: 12.000 Schiedsrichter: Crawford Findlay (Schottland) |
| 25. November 1905 |        | (0:5) Bericht | Versuche: Deans (2) McDonald Erhöhungen: Wallace (3) | Lansdowne Road, Dublin Zuschauer: 12.000 Schiedsrichter: Crawford Findlay (Schottland) |

Aufstellungen:
- Irland: Ernest Caddell, Ellie Allen , John Coffey, George Hamlet, Hercules Knox, Maurice Landers, Basil MacLear, James Parke, Campbell Robb, Thomas Robinson, Harold Sugars, Harry Thrift, Alfred Tedford, James Wallace, Hugh Wilson
- Neuseeland: Stephen Casey, William Cunningham, Bob Deans, George Gillett, Francis Glasgow, James Hunter, Alex McDonald, Simon Mynott, James O’Sullivan, Frederick Roberts, Charles Seeling, George Smith, Billy Stead , George Tyler, Billy Wallace

| 2. Dezember 1905 | England | 0 : 15        | Neuseeland                    | Crystal Palace, London Zuschauer: 45.000 Schiedsrichter: Gil Evans (Wales) |
| 2. Dezember 1905 |         | (0:9) Bericht | Versuche: McGregor (4) Newton | Crystal Palace, London Zuschauer: 45.000 Schiedsrichter: Gil Evans (Wales) |

Aufstellungen:
- England: Jack Braithwaite, Vincent Cartwright , David Gent, Reginald Godfray, Charles Hammond, Basil Hill, Alfred Hind, Henry Imrie, John Jackett, John Mathias, John Raphael, Ernest Roberts, Richard Russell, Harry Shewring, George Summerscale
- Neuseeland: Stephen Casey, Bob Deans, David Gallaher , George Gillett, Francis Glasgow, James Hunter, Alex McDonald, Duncan McGregor, Frederick Newton, James O’Sullivan, Frederick Roberts, Charles Seeling, Billy Stead, George Tyler, Billy Wallace

| 16. Dezember 1905 | Wales            | 3 : 0         | Neuseeland | Cardiff Arms Park, Cardiff Zuschauer: 47.000 Schiedsrichter: John Dallas (Schottland) |
| 16. Dezember 1905 | Versuche: Morgan | (3:0) Bericht |            | Cardiff Arms Park, Cardiff Zuschauer: 47.000 Schiedsrichter: John Dallas (Schottland) |

Aufstellungen:
- Wales: Percy Bush, Rees Gabe, Arthur Harding, Jehoida Hodges, David Jones, Will Joseph, Willie Llewellyn, Teddy Morgan, Gwyn Nicholls , Dicky Owen, Charles Pritchard, Cliff Pritchard, George Travers, Jack Williams, Herbert Winfield
- Neuseeland: Stephen Casey, Bob Deans, David Gallaher , George Gillett, Francis Glasgow, James Hunter, Alex McDonald, Duncan McGregor, Simon Mynott, Frederick Newton, James O’Sullivan, Frederick Roberts, Charles Seeling, George Tyler, Billy Wallace

| 1. Januar 1906 | Frankreich                                  | 8 : 38         | Neuseeland                                                                                          | Stade du Matin, Colombes Zuschauer: 3.000 Schiedsrichter: Louis Dedet (Frankreich) |
| 1. Januar 1906 | Versuche: Cessieux Jérome Erhöhungen: Pujol | (3:18) Bericht | Versuche: Abbott (2) Glasgow Harper (2) Hunter (2) Wallace (3) Erhöhungen: Abbott Tyler Wallace (2) | Stade du Matin, Colombes Zuschauer: 3.000 Schiedsrichter: Louis Dedet (Frankreich) |

Aufstellungen:
- Frankreich: Henri Amand , Albert Branlat, Noël Cessieux, Marcel Communeau, William Crichton, Paul Dedeyn, Jacques Dufourcq, Georges Jérome, Henri Lacassagne, Gaston Lane, Henri Levée, Allan Muhr, Augustin Pujol, Paul Sagot, André Vergès
- Neuseeland: Harold Abbott, Ernie Booth, William Cunningham, David Gallaher , Francis Glasgow, William Glenn, Eric Harper, James Hunter, William Mackrell, Simon Mynott, Frederick Newton, Charles Seeling, Billy Stead, George Tyler, Billy Wallace

## Kader
- Tourmanager: George Dixon
- Trainer: Jimmy Duncan

| Name               | Position         | Provinzverband                  | Punkte |
| ------------------ | ---------------- | ------------------------------- | ------ |
| George Gillett     | Schlussmann      | Canterbury Rugby Football Union | 18     |
| Billy Wallace      | Dreiviertelreihe | Wellington Rugby Football Union | 246    |
| Duncan McGregor    | Dreiviertelreihe | Wellington Rugby Football Union | 50     |
| Ernie Booth        | Dreiviertelreihe | Otago Rugby Football Union      | 17     |
| George Smith       | Dreiviertelreihe | Auckland Rugby Football Union   | 57     |
| Harold Abbott      | Dreiviertelreihe | Taranaki Rugby Football Union   | 47     |
| Hector Thompson    | Dreiviertelreihe | Wanganui Rugby Football Union   | 44     |
| Eric Harper        | Dreiviertelreihe | Canterbury Rugby Football Union | 24     |
| James Hunter       | Verbinder        | Taranaki Rugby Football Union   | 129    |
| Simon Mynott       | Verbinder        | Taranaki Rugby Football Union   | 49     |
| Bob Deans          | Verbinder        | Canterbury Rugby Union          | 60     |
| Billy Stead        | Verbinder        | Southland Rugby                 | 33     |
| Frederick Roberts  | Gedränge-Halb    | Wellington Rugby Football Union | 48     |
| Stephen Casey      | Vordermannschaft | Otago Rugby Football Union      | 0      |
| John Corbett       | Vordermannschaft | West Coast Rugby Football Union | 0      |
| William Cunningham | Vordermannschaft | Auckland Rugby Football Union   | 22     |
| Francis Glasgow    | Vordermannschaft | Taranaki Rugby Football Union   | 37     |
| William Glenn      | Vordermannschaft | Taranaki Rugby Football Union   | 0      |
| William Johnston   | Vordermannschaft | Otago Rugby Football Union      | 9      |
| William Mackrell   | Vordermannschaft | Auckland Rugby Football Union   | 3      |
| Alex McDonald      | Vordermannschaft | Otago Rugby Football Union      | 12     |
| Frederick Newton   | Vordermannschaft | Canterbury Rugby Football Union | 3      |
| George Nicholson   | Vordermannschaft | Auckland Rugby Football Union   | 18     |
| James O’Sullivan   | Vordermannschaft | Taranaki Rugby Football Union   | 3      |
| Charles Seeling    | Vordermannschaft | Auckland Rugby Football Union   | 24     |
| George Tyler       | Vordermannschaft | Auckland Rugby Football Union   | 18     |
| David Gallaher     | Vordermannschaft | Auckland Rugby Football Union   | 5      |